# Mistrzostwa Świata w Lekkoatletyce 1995 – bieg na 100 m przez płotki kobiet
Bieg na 100 m przez płotki kobiet – jedna z konkurencji rozgrywanych podczas mistrzostw świata w lekkoatletyce w 1995. Eliminacje i półfinały odbyły się 5 sierpnia, finał zaś został rozegrany 6 sierpnia.
Do konkursu zgłoszone zostały 34 zawodniczki z 24 państw.
Zawody w tej konkurencji wygrała reprezentantka Stanów Zjednoczonych Gail Devers. Drugą pozycję zajęła zawodniczka z Kazachstanu Olga Szyszygina, trzecią zaś reprezentująca Rosję Julija Graudyń.

## Wyniki

### Eliminacje
Bieg 1
| Miejsce | Zawodniczka        | Państwo  | Wynik |
| ------- | ------------------ | -------- | ----- |
| 1.      | Brigita Bukovec    | Słowenia | 12,93 |
| 2.      | Dionne Rose-Henley | Jamajka  | 12,97 |
| 3.      | Anne Piquereau     | Francja  | 13,05 |
| 4.      | Caren Sonn         | Niemcy   | 13,13 |
| 5.      | Carla Tuzzi        | Włochy   | 13,32 |
| 6.      | Chan Sau Ying      | Hongkong | 13,53 |

Bieg 2
| Miejsce | Zawodniczka           | Państwo           | Wynik |
| ------- | --------------------- | ----------------- | ----- |
| 1.      | Tatjana Rieszetnikowa | Rosja             | 13,07 |
| 2.      | Marsha Guialdo        | Stany Zjednoczone | 13,08 |
| 3.      | Monique Éwanjé-Épée   | Francja           | 13,13 |
| 4.      | Birgit Hamann         | Niemcy            | 13,21 |
| 5.      | María José Mardomingo | Hiszpania         | 13,31 |
| 6.      | Isabel Abrantes       | Portugalia        | 13,77 |
| –       | Hsu Hsiu-ying         | Chińskie Tajpej   | DNF   |

Bieg 3
| Miejsce | Zawodniczka      | Państwo  | Wynik |
| ------- | ---------------- | -------- | ----- |
| 1.      | Julija Graudyń   | Rosja    | 12,90 |
| 2.      | Patricia Girard  | Francja  | 12,95 |
| 3.      | Michelle Freeman | Jamajka  | 12,99 |
| 4.      | Lidzija Jurkowa  | Białoruś | 13,00 |
| 5.      | Odalys Adams     | Kuba     | 13,33 |
| 6.      | Heike Blaßneck   | Niemcy   | 13,47 |
| –       | Gilda Massa      | Peru     | DNS   |

Bieg 4
| Miejsce | Zawodniczka           | Państwo           | Wynik |
| ------- | --------------------- | ----------------- | ----- |
| 1.      | Olga Szyszygina       | Kazachstan        | 12,80 |
| 2.      | Aliuska López         | Kuba              | 13,01 |
| 3.      | Jackie Agyepong       | Wielka Brytania   | 13,06 |
| 4.      | Nicole Ramalalanirina | Madagaskar        | 13,13 |
| 5.      | Doris Williams        | Stany Zjednoczone | 13,33 |
| 6.      | Sriyani Kulawansa     | Sri Lanka         | 13,45 |
| –       | Joyce Meléndez        | Portoryko         | DNS   |

Bieg 5
| Miejsce | Zawodniczka       | Państwo           | Wynik |
| ------- | ----------------- | ----------------- | ----- |
| 1.      | Gillian Russell   | Jamajka           | 12,84 |
| 2.      | Gail Devers       | Stany Zjednoczone | 12,85 |
| 3.      | Julie Baumann     | Szwajcaria        | 12,99 |
| 4.      | Ołena Krasowśka   | Ukraina           | 13,18 |
| 5.      | Monica Grefstad   | Norwegia          | 13,30 |
| 6.      | Zhou Jing         | Chiny             | 13,61 |
| 7.      | Véronique Linster | Luksemburg        | 13,74 |

### Półfinały
Bieg 1
| Miejsce | Zawodniczka      | Państwo           | Wynik |
| ------- | ---------------- | ----------------- | ----- |
| 1.      | Gail Devers      | Stany Zjednoczone | 12,67 |
| 2.      | Gillian Russell  | Jamajka           | 12,74 |
| 3.      | Julija Graudyń   | Rosja             | 12,82 |
| 4.      | Julie Baumann    | Szwajcaria        | 12,86 |
| 5.      | Patricia Girard  | Francja           | 12,87 |
| 6.      | Lidzija Jurkowa  | Białoruś          | 12,95 |
| 7.      | Jackie Agyepong  | Wielka Brytania   | 13,14 |
| 8.      | Michelle Freeman | Jamajka           | 13,23 |

Bieg 2
| Miejsce | Zawodniczka           | Państwo           | Wynik |
| ------- | --------------------- | ----------------- | ----- |
| 1.      | Olga Szyszygina       | Kazachstan        | 12,78 |
| 2.      | Brigita Bukovec       | Słowenia          | 12,82 |
| 3.      | Dionne Rose-Henley    | Jamajka           | 12,86 |
| 4.      | Tatjana Rieszetnikowa | Rosja             | 12,88 |
| 5.      | Marsha Guialdo        | Stany Zjednoczone | 12,91 |
| 6.      | Aliuska López         | Kuba              | 12,98 |
| 7.      | Anne Piquereau        | Francja           | 13,09 |
| 8.      | Nicole Ramalalanirina | Madagaskar        | 13,24 |

### Finał
| Miejsce | Zawodniczka           | Państwo           | Wynik |
| ------- | --------------------- | ----------------- | ----- |
| 01 !    | Gail Devers           | Stany Zjednoczone | 12,68 |
| 02 !    | Olga Szyszygina       | Kazachstan        | 12,80 |
| 03 !    | Julija Graudyń        | Rosja             | 12,85 |
| 4.      | Tatjana Rieszetnikowa | Rosja             | 12,87 |
| 5.      | Julie Baumann         | Szwajcaria        | 12,95 |
| 6.      | Gillian Russell       | Jamajka           | 12,96 |
| 7.      | Dionne Rose-Henley    | Jamajka           | 12,98 |
| 8.      | Brigita Bukovec       | Słowenia          | 13,02 |